# 弗韋堅卡 (薩拉塔區)
46°10′15″N 29°31′59″E / 46.17083°N 29.53306°E
弗韋登卡（烏克蘭語：Введенка）是位於烏克蘭西南部的村莊，由敖德萨州裡比爾霍羅德-德涅斯特羅夫斯基區的薩拉塔市鎮負責管轄。該村始建於1946年，面積2.07平方公里，海拔高度37米，2001年人口1,015，人口密度每平方公里490.34人。